# Сибирская областная дума
Сиби́рская областна́я ду́ма (полное наименование — Временная Сибирская областная дума, использовались также сокращения Сибоблдума, облдума) — временный орган верховной представительной и законодательной власти в автономной Сибири.
Временная Сибирская областная дума была учреждена в Томске на Чрезвычайном Сибирском областном съезде, проходившем 6—15 декабря 1917 года, согласно принятому «Положению о временных органах управления Сибири». Формировалась из представителей, выбранных по квотам от земств, городских дум, советов, железнодорожных и национальных комитетов, воинских частей, казачества, кооператоров и пр. Буржуазные «цензовые» элементы представительства не получили. 

## Деятельность
Открытие Сибирской областной думы было намечено на 8 января 1918 года при наличии кворума в 103 человека, но лишь 24 января было зарегистрировано 118 депутатов и дума могла начать работу. После этого открытие думы было намечено 26 января, однако с целью недопуска данного мероприятия по распоряжению Центросибири и Томского губернского Совета рабочих и солдатских депутатов красногвардейцами и солдатами в ночь на 26 января были задержаны около 20 депутатов и членов Временного Сибирского областного совета. На следующий день исполнительный комитет Томского губсовета издал постановление о роспуске думы и предании всех причастных к её работе суду революционных трибуналов за «организацию власти, враждебной рабочим и крестьянским Советам». Арестованные депутаты были посажены в поезд на станции Томск-I и отправлены на станцию Тайга, где часть из них было освобождена, а часть отправлена в Красноярскую тюрьму.
Однако в ночь на 26 января оставшиеся члены Сибирской областной думы нелегально собрались на первое заседание (сессию) в здании губернского комитета эсеров. Второе заседание состоялось на следующий день в помещении правления общества потребителей «Деятель». По итогу двух заседаний было принято решение о формировании исполнительного органа власти во главе с Петром Яковлевичем Дербером под названием «Временное Сибирское правительство», избран президиум думы, принят законопроект «Положения о выборах в Сибирское учредительное собрание», а председателем думы стал эсер Иван Александрович Якушев. Однако из-за отсутствия кворума легитимность данного решения в дальнейшем ставилась под сомнение, кроме того часть министров нового правительства были выбраны заочно без получения их согласия.
В начале июня 1918 года после свержения Чехословацким корпусом советской власти работы облдумы были возобновлены в форме частных совещаний, с согласия которых по решению председателя думы Ивана Александровича Якушева 30 июня 1918 года власть была передана Совету министров Временного Сибирского правительства во главе с  Петром Васильевичем Вологодским. Совет министров в попытках подкрепить свою легитимность в условиях конфронтации с группой Дербера 15 августа 1918 года санкционировало созыв Сибирской областной думы, заседание которой состоялось в Томске. В состав думы было зарегистрировано 137 депутатов, однако 46 мандатов принадлежали Советам, запрещённым специальным постановлением правительства от 6 июля 1918 года. В ходе конфронтации уже с Советом министров Вологодского дума отказалась поддержать требование о включении в свой состав представителей от «цензовых элементов». Впоследствии несколько министров ВСП под угрозой расстрела подали в отставку, а Александр Ефремович Новосёлов был убит, здание думы было занято войсками, а некоторые депутаты, которые не успели скрыться, арестованы.
В дальнейшем все депутаты по требованию образованной в Уфе Директории были отпущены, но возобновление работы думы не допускалось. 22 октября 1918 года в ходе переговоров о формировании всероссийской власти, члены директории поддержали предложение Вологодского о роспуске думы. 10 ноября 1918 года на заседании Сибирской областной думы был поставлен вопрос о «самозакрытии». В голосовании участвовало 89 человек, из них 22 представителя фракции областников воздержались, 66 представителей фракций эсеров и социал-демократов проголосовали «за», и 1 голос был подан «против». Согласно этому решению, Дума была распущена и прекратила свою деятельность.

## Депутаты

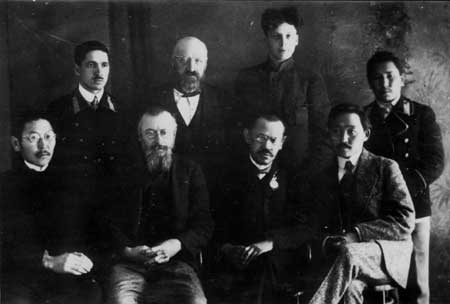
Якутские депутаты на заседании Сибирской областной Думы. Сидят (слева направо): М. Н. Тимофеев-Терёшкин, П. А. Куликовский, И. Н. Эверстов, Г. В. Ксенофонтов. Стоят (слева направо): И. М. Бланков, М. В. Сабунаев, В. М. Попов, Н. Желобцов. Томск, 1918

20 января 1918 года дума состояла из 47 человек.
- Якушев, Иван Александрович (председатель)
- Дербер, Пётр Яковлевич
- Линдберг, Михаил Яковлевич
- Михайлов, Павел Яковлевич
- Неометулов (Неометуллин), Гариф Шегиберденович
- Марков, Борис Дмитриевич
- Потанин, Григорий Николаевич

На 28 июля 1918 года членами Сибирской областной думы состояли:
- от Якутии:
  - Ксенофонтов, Гавриил Васильевич;
  - Куликовский, Пётр Александрович;
  - Сабунаев, Михаил Васильевич;
  - Попов, Василий Михайлович;
  - Эверстов, Иван Николаевич;
  - Бланков, Иван Моисеевич;
  - Тимофеев-Терешкин М. Н.;
  - Желобцов Н.;
  - Корнилов И. Г. (с 5 ноября 1918 года).
  - Ефимов, Георгий Семенович.